# 岡山市出身の人物一覧
岡山市出身の人物一覧（おかやまししゅっしんのじんぶついちらん）は、岡山県岡山市出身の人物およびゆかりの人物の一覧。

## 岡山市出身の有名人

### 幕末以前の人物
- 明菴栄西（僧侶、1141年 - 1215年）
- 宇喜多秀家（戦国武将、1573年 - 1655年）
- 池田光政（岡山藩主、1609年 - 1682年）
- 浦上春琴（画家、1779年 - 1846年）
- 黒住宗忠（神道家、1780年 - 1850年）
- 平賀元義（国学者・歌人・書家、1800年 - 1866年）※出生地は現在の倉敷市
- 緒方洪庵（蘭学者、1810年 - 1863年）
- 萩原広道（歌人・国学者、1815年 - 1864年）

### 政界・官界
- 犬養毅（衆議院議員、第29代内閣総理大臣、1855年 - 1932年）
- 坂本金弥（衆議院議員、1865年 - 1923年）
- 山上岩二（貴族院多額納税者議員、1885年 - 1966年）
- 山下若松（屏東市長、台中市長、1891年 - 没年不明）
- 江田三郎（衆議院議員、第2・5代日本社会党書記長、1907年 - 1977年）
- 逢沢英雄（衆議院議員、1926年 - 2016年）
- 熊代昭彦（衆議院議員、岡山市議会議員、1940年 - ）
- 江田五月（参議院議員、第27代参議院議長、1941年 - 2021年）
- 石井正弘（参議院議員、公選第14-17代岡山県知事、1945年 - ）
- 片山善博（第14代総務大臣、公選第15-16代鳥取県知事、1951年 - ）
- 逢沢一郎（衆議院議員、1954年 - ）
- 萩原誠司（岡山市長、衆議院議員、1955年 - ）
- 江田憲司（衆議院議員、結いの党代表、1957年 - ）
- 山本尚子（世界保健機関事務局長補、厚生労働省大臣官房総括審議官、1960年 - ）
- 小野洋（環境省地球環境審議官、同地球環境局長、同水・大気環境局長、1963年 - ）[1]
- 藤本隆史（警察庁刑事局長、第42代大阪府警察本部長、1965年 - ）
- 山下貴司（衆議院議員、第100代法務大臣、1965年 - ）
- 山崎晴恵（兵庫県宝塚市長、1970年 - ）
- 津村啓介（衆議院議員、1971年 - ）
- 柚木道義（衆議院議員、1972年 - ）

### 財界
- 野崎廣太（実業家、1859年 - 1941年）
- 坂本金弥（実業家、帯江鉱山などの経営者、1865年 - 1923年）
- 矢野恒太（実業家 第一生命創立者、1865年 - 1951年）
- 山本唯三郎（実業家、1873年 - 1927年）
- 岸一太（実業家、医師、宗教家、1875年 - 1937年）
- 土光敏夫（実業家、元石川島播磨重工業・東芝社長 元経団連会長、1896年 - 1988年）
- 相賀武夫（小学館・集英社創業者、1897年 - 1938年）
- 梅島貞（毎日新聞社社長、1899年 - 2004年）
- 梶谷忠二（岡山木村屋創業者、1900年 - 2006年）
- 関正彦（三井銀行社長、1915年 - 2011年）
- 松田堯（両備ホールディングス会長、1922年 - 2015年）
- 高須司登（元中国電力社長、元中国経済連合会会長、1932年 - 2019年）
- 勝田善春（マクセルホールディングス社長、1956年 - ）
- 神保吉寿（チェンジホールディングス創業者、1970年 - ）
- 伊原木一衛（天満屋会長）

### 学界
- 矢部辰三郎（細菌研究者、医師、海軍軍医総監、1863年 - 1924年）
- 水野康孝（岡山大学教育学部長、作曲家、声楽家、1897年 - 1987年）
- 影山貴彦（同志社女子大学教授、1962年 - ）
- 梶田将司（工学者、京都大学教授）
- 三谷太一郎（政治学者、1936年 - ）
- 三宅和正（物理学者、大阪大学名誉教授）
- 赤木泰文（工学者、東京工業大学名誉教授）
- 松本宣郎（西洋史学者、東北大学名誉教授、東北学院大学名誉教授、東北学院大学元学長、1944年 - ）
- 山口二郎（政治学者、法政大学教授、1958年 - ）
- 金原瑞人（文学研究者、翻訳家、法政大学教授）
- 伊達勲（岡山大学大学院医歯薬学総合研究科脳神経外科学教授）
- 伊達洋至（岡山大学大学院医歯薬学総合研究科腫瘍・胸部外科学元教授）
- 岸本能武太（宗教学者）
- 相馬勝夫（経済学者）

### 作家
- 内田百閒（小説家、1889年 - 1971年）
- 坪田譲治（児童文学作家、1890年 - 1982年）
- 江見水蔭（小説家、1869年 - 1934年）
- 吉行エイスケ（小説家・詩人、1906年 - 1940年）
- 吉行淳之介（小説家、1924年 - 1994年）
- 堤玲子（小説家・詩人、1930年 - ）
- 浜慎二（ホラー漫画家、1936年 - ）
- 福谷たかし（漫画家、1952年 - 2000年）
- 小川洋子（小説家、1962年 - ）
- 原田宗典（作家、中学時代に岡山へ転入、1959年 - ）
- 料治熊太（随筆家、1899年 - 1982年）

### 美術・デザイン
- 三好雲仙（日本画家、1812年 - 1895年）
- 松岡寿（洋画家、1862年 - 1944年）
- 原撫松（洋画家、1866年 - 1912年）
- 鹿子木孟郎（洋画家、1874年 - 1941年）
- 吉田苞（洋画家、1883年 - 1953年）
- 国吉康雄（洋画家、1889年 - 1953年）
- 坂田一男（洋画家、1889年 - 1956年）
- 石津良介（写真家、1907年 - 1986年）
- 山崎治雄（写真家、1908年 - 1987年）
- 石津謙介（ファッションデザイナー、1911年 - 1987年）
- ベル・串田（洋画家、1913年 - 1994年）
- 水戸岡鋭治（工業デザイナー、1947年 - ）
- 原研哉（グラフィックデザイナー、1958年 - ）

### 文化・芸能・メディア
- 角藤定憲（壮士芝居の俳優、1867年 - 1907年）
- 尾上松之助（俳優・映画監督、1875年 - 1926年）
- 梶原善（俳優、1966年 - ）
- さとうこうじ（俳優、1963年 - ）
- 志穂美悦子（元女優・元歌手・フラワーアート1955年 - ）
- 八名信夫（俳優、1935年 - ）
- 本郷功次郎（俳優、1938年 - ）
- 松崎駿司（俳優、1990年 - ）
- 内田吐夢（映画監督・俳優、1898年 - 1970年）
- 南條直子（報道写真家、1955年 - 1988年）
- 有森博（ピアニスト、1966年 - ）
- 小山田真（俳優・プロデューサー、1982年 - ）
- アンジェラ・アキ（シンガーソングライター、中学校時代に在住1977年 - ）
- 大森隆志（ミュージシャン、1956年）
- 甲本ヒロト（ミュージシャン、1963年 - ）
- dorlis（ミュージシャン、1982年 - ）
- 中西圭三（シンガーソングライター・作曲家、1964年 - ）※出生当時、旧児島郡灘崎町
- 雷電湯澤（ミュージシャン、1964年 - ）
- angela（音楽ユニット、KATSU〈1974年 - 〉・atsuko〈1975年 - 〉ともに岡山市出身）
- 桜井日奈子（モデル、1997年 - ）
- 西永彩奈（アイドル、1996年 - ）
- 藤原理恵（元アイドル歌手、振付師、1970年 - ）
- 福井柑奈（アイドル、タレント、1992年 - ）
- 桃瀬美咲（アイドル、1993年 - ）
- NI-KI（「ENHYPEN」・アイドル、2005年 - ）
- 奥富亮子（山陽放送アナウンサー、1967年 - ）
- 内田拓志（テレビ新潟アナウンサー、1980年 - ）
- 中島有香（テレビせとうちアナウンサー、1979年 - ）
- 西靖（毎日放送アナウンサー、1971年 - ）
- 石田敦子（元毎日放送アナウンサー、1966年 - ）
- 三宅宣行（元熊本県民テレビアナウンサー、1975年 - ）
- 古市幸子（元日本テレビアナウンサー、1973年 - ）
- 山本麻祐子（元フジテレビアナウンサー、1975年 - ）
- 浅越ゴエ（「ザ・プラン9」・芸人、1973年 - ）
- 大森うたえもん（タレント、1959年 - ）
- 井上聡（「次長課長」・芸人、1976年 - ）
- 河本準一（「次長課長」・芸人、1975年 - ）
- 藤原しおり（タレント、元芸人、1990年 - ）※旧芸名：ブルゾンちえみ
- レツゴー長作（レツゴー三匹・芸人、1943年 - ）
- 三遊亭金の助（落語家）
- 荒牧陽子(ものまねタレント、歌手、1981年 - ）
- 森末慎二（元体操競技選手、タレント、1957年 - ）
- 有森浩三（将棋棋士、第3回若駒戦優勝、1963年 - ）
- おおしたこうた（声優、1985年 - ）
- 高口幸子（声優、1974年 - ）
- 菅井竜也（将棋棋士、1992年 - ）
- 池内ひろ美（評論家、1961年 - ）
- 加藤ゆりあ（元AV女優、1981年 - ）
- 難波央江（1987年ミス・ユニバース日本代表）
- 江國冴香（ミュージカル俳優、1990年 - ）
- 岡崎克哉（ミュージカル俳優、元小学校教員、1971年 - ）
- 蒼乃夕妃（元宝塚歌劇団月組トップ娘役）
- 和希そら（元宝塚歌劇団雪組男役）
- 都姫ここ（元宝塚歌劇団花組娘役）
- 相田翔吾（イベントプロデューサー、岡山県のローカルタレント、1969年 - ）
- 安井優子（ラジオパーソナリティ、ボイストレーナー、1981年- ）
- 諸国沙代子（読売テレビアナウンサー、1992年 - ）
- 岡田健太郎（中京テレビアナウンサー、1997年 - ）

### スポーツ選手
- 大鳴門太三郎（大相撲力士、1856年 - 1900年）
- 春日森富三郎（大相撲力士）
- 友ノ浦喬次（大相撲力士、1893年 - 1971年）
- 常ノ花寛市（大相撲力士、1896年 - 1960年）
- 常曻正（大相撲力士、1905年 - 没年不詳）
- 人見絹枝（陸上競技選手、1907年 - 1931年）
- 土井淳（元プロ野球選手、監督、1933年 - ）
- 秋山登（元プロ野球選手、監督、1934年 - 2000年）
- 木原光知子（水泳選手、1948年 - 2007年）
- 高畠導宏（元プロ野球選手、1944年 - 2004年）
- 下田充利（元プロ野球選手、1958年 - ）
- 武鑓正芳（元テニス選手、1963年 - ）
- 川相昌弘（元プロ野球選手、1964年 - ）
- 本間立彦（元プロ野球選手、1964年 - ）
- 有森裕子（元陸上競技選手、1966年 - ）
- 山神孝志（ラグビー指導者、1966年 - ）
- 仁熊秀斗（ラグビー選手、1998年 - ）
- 酒木凜平（ラグビー選手、1999年 - ）
- 土田尚史（元プロサッカー選手、1967年 - ）
- 田村潔司（プロレスラー、1969年 - ）
- 山原和敏（元プロ野球選手、1970年 - ）
- サブロー（元プロ野球選手、1976年 - ）
- 上田かおり（元バレーボール選手、1978年 - ）
- 竹原直隆（元プロ野球選手、1980年 - ）
- 佐藤光留（プロレスラー、総合格闘家、1980年 - ）
- 難波剛健（JRA騎手、1982年 - ）
- 宮本賢（元プロ野球選手、1984年 - ）
- 橋本直子（元バレーボール選手、1984年 - ）
- 和氣慎吾（プロボクサー、1987年 - ）
- 上田剛史（元プロ野球選手、1988年 - ）
- 星野雄大（元プロ野球選手、1988年 - ）
- 森田一成（元プロ野球選手、1989年 - ）
- 山﨑凌吾（プロサッカー選手、1992年 - ）
- 星野大地（元プロ野球選手、1993年 - ）
- 藤岡裕大（プロ野球選手、1993年 - ）
- 佐野恵太（プロ野球選手、1994年 - ）
- 國分伸太郎（プロサッカー選手、1994年 - ）
- 晝田瑞希（プロボクサー、1996年 - ）
- 渋野日向子（プロゴルファー、1998年 - ）
- 神崎靖浩（プロボクサー、2000年 - ）
- 永田一真（プロサッカー選手、2000年 - ）
- 山田恭也（プロサッカー選手、2001年 - ）
- 寺下ちゑ（元プロレスラー）
- 狐伯（女子プロレスラー、2001年 - ）
- 岡慎之助（体操競技選手、2003 - ）
- 黒田朝日（陸上競技選手、2004年 - ）

### その他の分野
- 藤井静一（社会運動家、1870年 - 1952年）
- 杉本京太（発明家、1882年 - 1972年）
- 九津見房子（社会運動家、1890年 - 1980年）
- 吉行あぐり（美容師、1907年 - 2015年）

## ゆかりのある人物
- 正阿弥勝義（金工家）
- 平沼赳夫（政治家）